# Ardisia maclurei
Ardisia maclurei är en viveväxtart som beskrevs av Elmer Drew Merrill. Ardisia maclurei ingår i släktet Ardisia och familjen viveväxter. Inga underarter finns listade i Catalogue of Life.